# Cheirochelifer bigoti
Espèce
Cheirochelifer bigoti est une espèce de pseudoscorpions de la famille des Cheliferidae.

## Distribution
Cette espèce se rencontre en France et en Espagne.

## Description
La femelle holotype mesure 5,6 mm.

## Étymologie
Cette espèce est nommée en l'honneur de Louis Bigot.

## Publication originale
- Heurtault, 1981 : Présence et signification dans la France méditerranéenne des espèces des genres Beierochelifer, Cheirochelifer et Calocheiridius (Arachnides, Pseudoscorpions). Atti della Società Toscana di Scienze Naturali, Memorie B, vol. 88 supplement, p. 209-222 (texte intégral).